# Ban Ouk Nua
Ban Ouk Nua – wieś położona w południowo-wschodnim Laosie, w prowincji Attapu, w dystrykcie Sanamxay.